# The Knickerbocker Hotel
Koordinaten: 40° 45′ 19,5″ N, 73° 59′ 10,1″ W
The Knickerbocker Hotel ist ein Fünf-Sterne-Hotel in Manhattan in New York City, Vereinigte Staaten. Das 1906 eröffnete Hotelgebäude wurde ab 1920 als Bürogebäude genutzt und 2015 als Luxushotel wiedereröffnet. Es steht unter Denkmalschutz.

## Lage
Das Hotel steht an der Südostecke der Kreuzung von Broadway und West 42nd Street am südlichen Ende des Times Square in Midtown Manhattan. Bekannte an derselben Kreuzung stehende Nachbargebäude sind die Wolkenkratzer Times Square Tower (221 m) und Four Times Square (247 m) sowie das Hochhaus One Times Square mit dem berühmten Times Square Ball (110 m). Ein Block östlich liegen der Bryant Park und die öffentliche Bibliothek New York Public Library. Direkt vor dem Hotel befindet sich ein Zugang zur Station „Times Square–42nd Street station“ der New York City Subway. Hier verkehren auf vier Strecken die Linien .

## Beschreibung
Das Hotelgebäude wurde von Marvin & Davis zusammen mit Bruce Price im Stil der Beaux-Arts-Architektur entworfen und von der International Realty & Construction Company von 1901 bis 1906 erbaut. Bauherr und Besitzer war der Unternehmer und Schriftsteller John Jacob Astor IV. Die Eröffnung des ursprünglich 556 Zimmer umfassenden Hotels fand am 23. Oktober 1906 statt. Das Gebäude ist 59,4 Meter (195 Fuß) hoch und hat 16 Stockwerke. Der zweigeschossige Sockel ist nach einer Reihe von Umbauten aktuell mit von Kalksteinpfeilern eingefassten großflächigen Schaufenstern gestaltet. Die Fassade des zehnstöckigen Schaftes besteht aus rotem Ziegelstein und dekorativen Elementen aus Indiana-Kalkstein und Terrakotta. Einige Etagen enthalten eiserne Balkongeländer oder steinerne Balustraden. Im mittleren Gebäudeteil sind über den Fenstern Dreiecksgiebel oder Segmentbögen mit Skulpturen angebracht. Über dem vierten, neunten und elften Geschoss wird die Fassade von Gesimsen unterbrochen. Den Abschluss bildet ein markantes dreigeschossiges kupfernes Mansarddach, auf dem sich eine weitläufige Terrasse und ein später errichtetes Staffelgeschoss als 16. Etage befindet. Zum Hotelgebäude gehört ein integrierter Anbau an der West 41st Street, der bereits 1894 im neoromanischen Stil als Teil des damaligen, an dieser Stelle befindlichen St. Cloud Hotels errichtet wurde.
Nachdem Besitzer John Jacob Astor IV 1912 beim Untergang der Titanic ums Leben gekommen war, übernahm sein Sohn Vincent Astor das Hotel. Das Knickerbocker Hotel musste am 28. Mai 1920 wegen starken Umsatzrückgang infolge der Prohibition geschlossen werden. Vincent Astor gründete die Knickerbocker Holding Company und ließ das Gebäude nach den Plänen des Architekten Charles A. Platt ab dem dritten Stockwerk zu einem Bürogebäude mit dem Namen „Knickerbocker Building“ umbauen. In die ersten beiden Etagen zogen Einzelhandelsgeschäfte ein. Von Oktober 1940 bis Mai 1959 war das Gebäude der Hauptsitz des Newsweek Magazine und wurde in „Newsweek Building“ umbenannt. Vincent Astor verkaufte 1957 das Gebäude. Das Grundstück gelangte gleichzeitig in den Besitz von Harry Helmsley. 1998 kaufte das Immobilienunternehmen SL Green das Gebäude für 165 Millionen US-Dollar aus dem Helmsley-Nachlass, benannte es 2001 in „6 Times Square“ um und unterzog es bis 2003 einer Renovierung, die die Restaurierung der Fassade und die Beschichtung des Mansarddaches mit patinierten Kupfer einbezog. Nach mehreren Besitzerwechsel erwarb das texanische Real-Estate-Investment-Trust-Unternehmen FelCor Lodging Trust 2011 einen Anteil von 95 Prozent von der dritten bis sechzehnten Etage. Die beiden untersten Etagen mit dem Einzelhandel blieben im Besitz der Firma Ashkenazy. FelCor wandelte das Gebäude bis 2015 wieder in ein Hotel um. Es wurde am 12. Februar 2015 als „Knickerbocker Hotel“ wiedereröffnet.
Das wiedereröffnete Hotel bietet 299 Gästezimmer und 31 Suiten, das Restaurant „Charlie Palmer Steak IV“, die Bar „St. Cloud Rooftop“ auf der Dachterrasse und das Café „Jakes @ The Knick“. Neben der Hauptadresse 6 Times Square besitzt das Gebäude zudem die Adressen 142 West 42nd Street und 1462 Broadway.
Am 11. April 1980 wurde das Hotelgebäude in das National Register of Historic Places eingetragen. Die New Yorker Landmarks Preservation Commission (LPC) erklärte am 18. Oktober 1988 das Knickerbocker Hotel zu einem Wahrzeichen der Stadt.

## Prominente Gäste
Zu den prominenten Gästen des ersten Knickerbocker Hotels von 1906 bis 1920 zählten der Opernsänger Enrico Caruso, der Komponist George M. Cohan, die Opernsängerin Geraldine Farrar, der Opernsänger Antonio Scotti, der Filmregisseur David Wark Griffith, der Romanautor F. Scott Fitzgerald sowie zahlreiche Politiker und Diplomaten.

## Ansichten

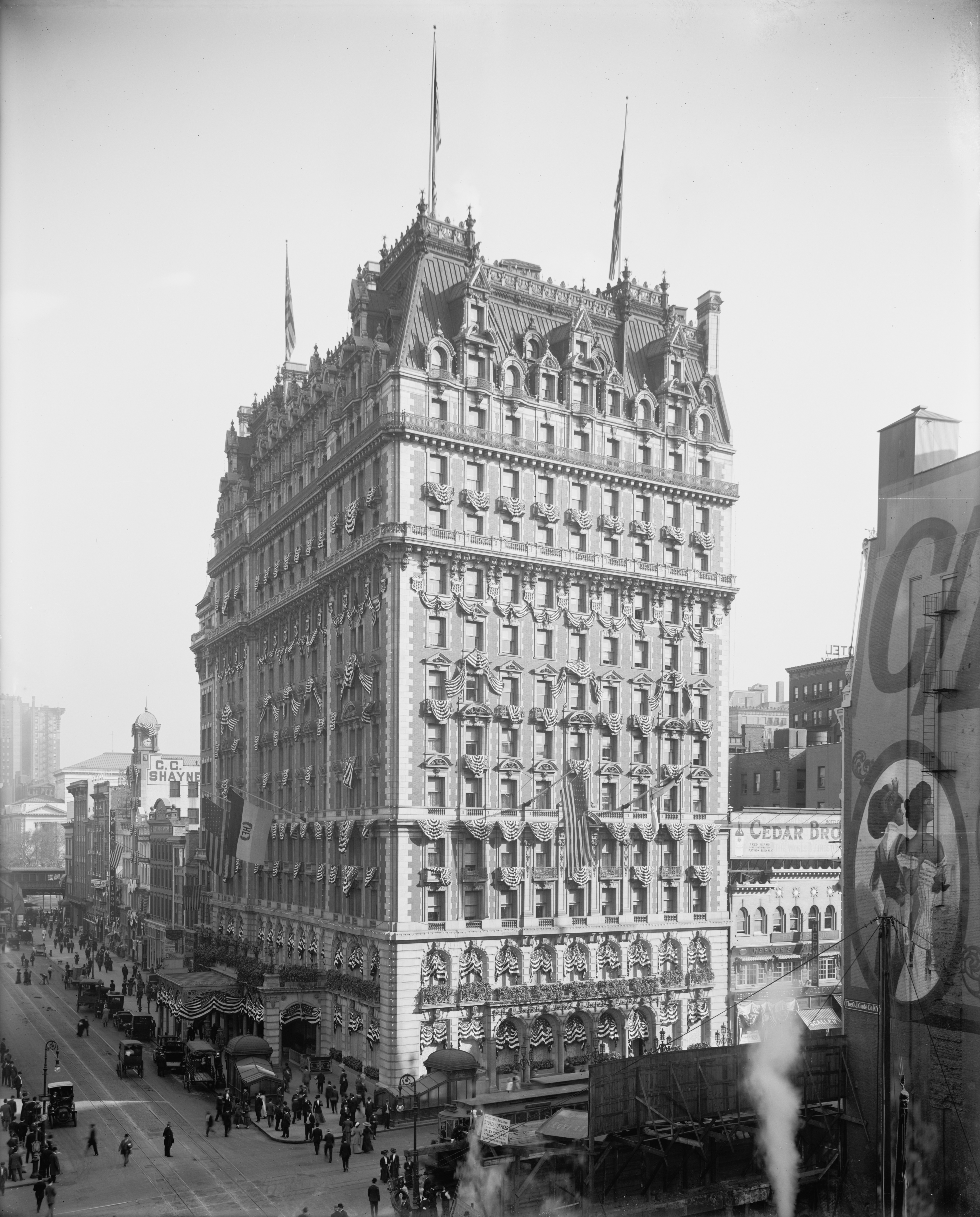
Aufnahme zirka 1909
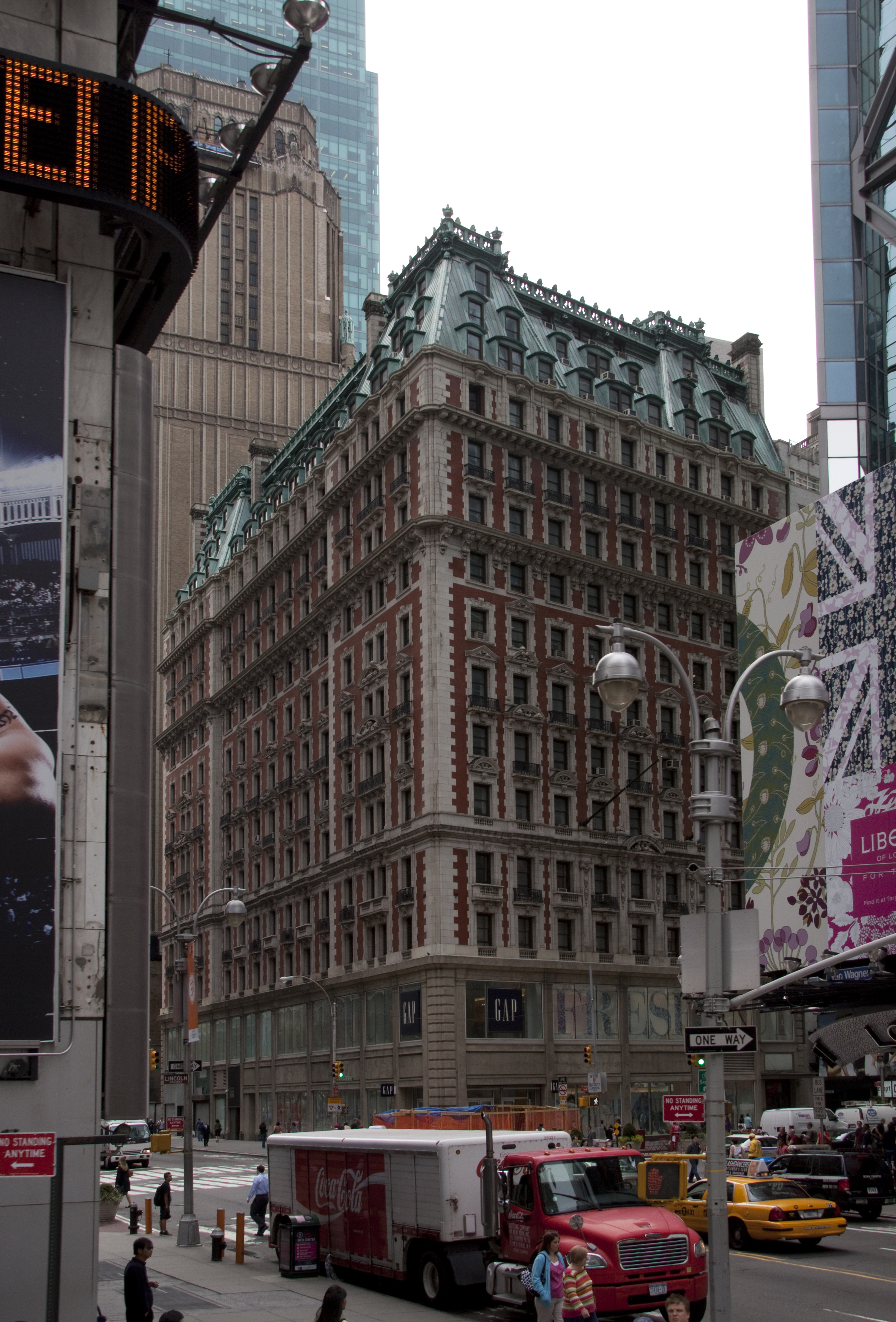
Ansicht von 2010
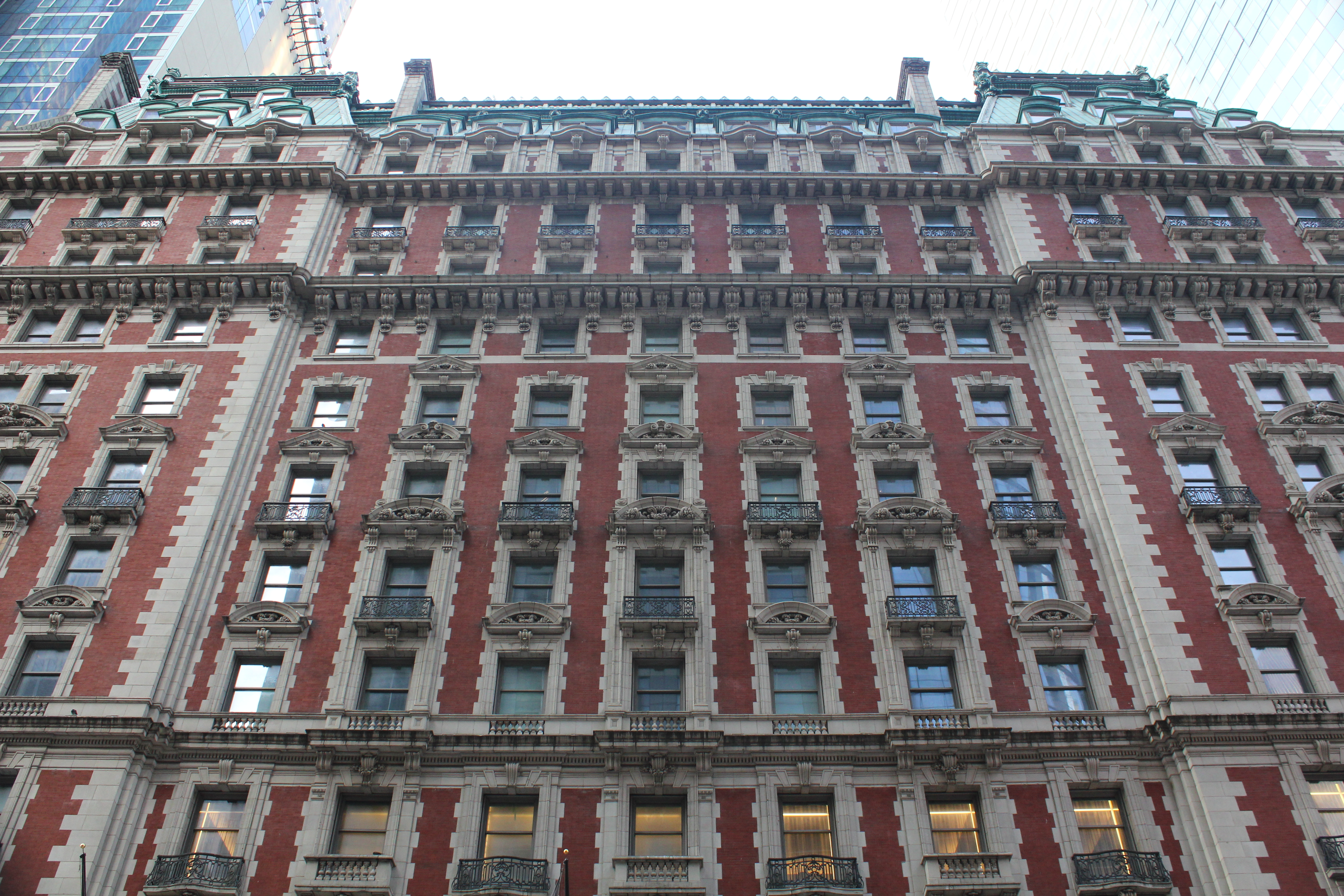
Fassade an der 42nd Street
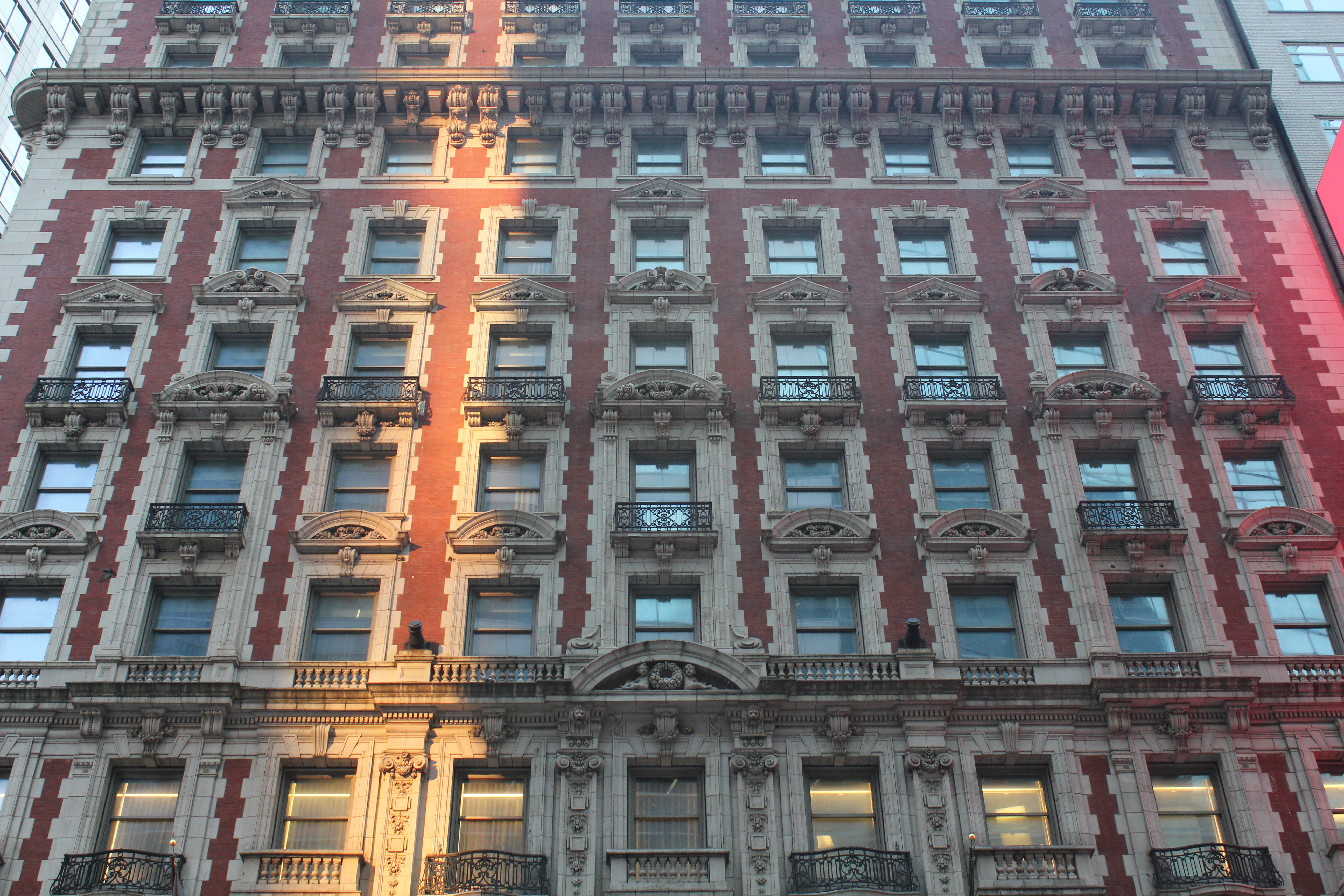
Fassade am Broadway (2021)
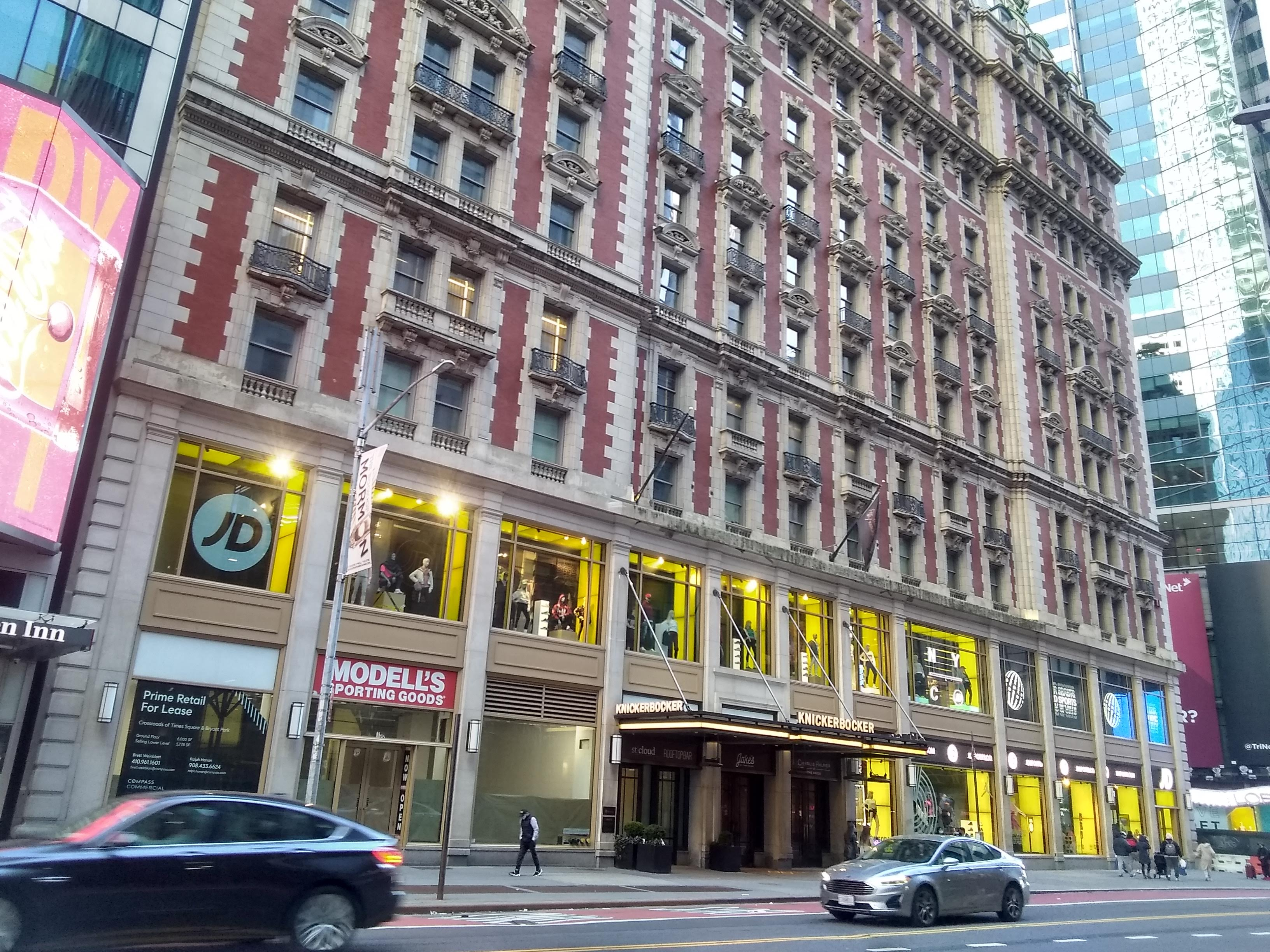
Sockel mit Hoteleingang und Einzelhandelsgeschäften
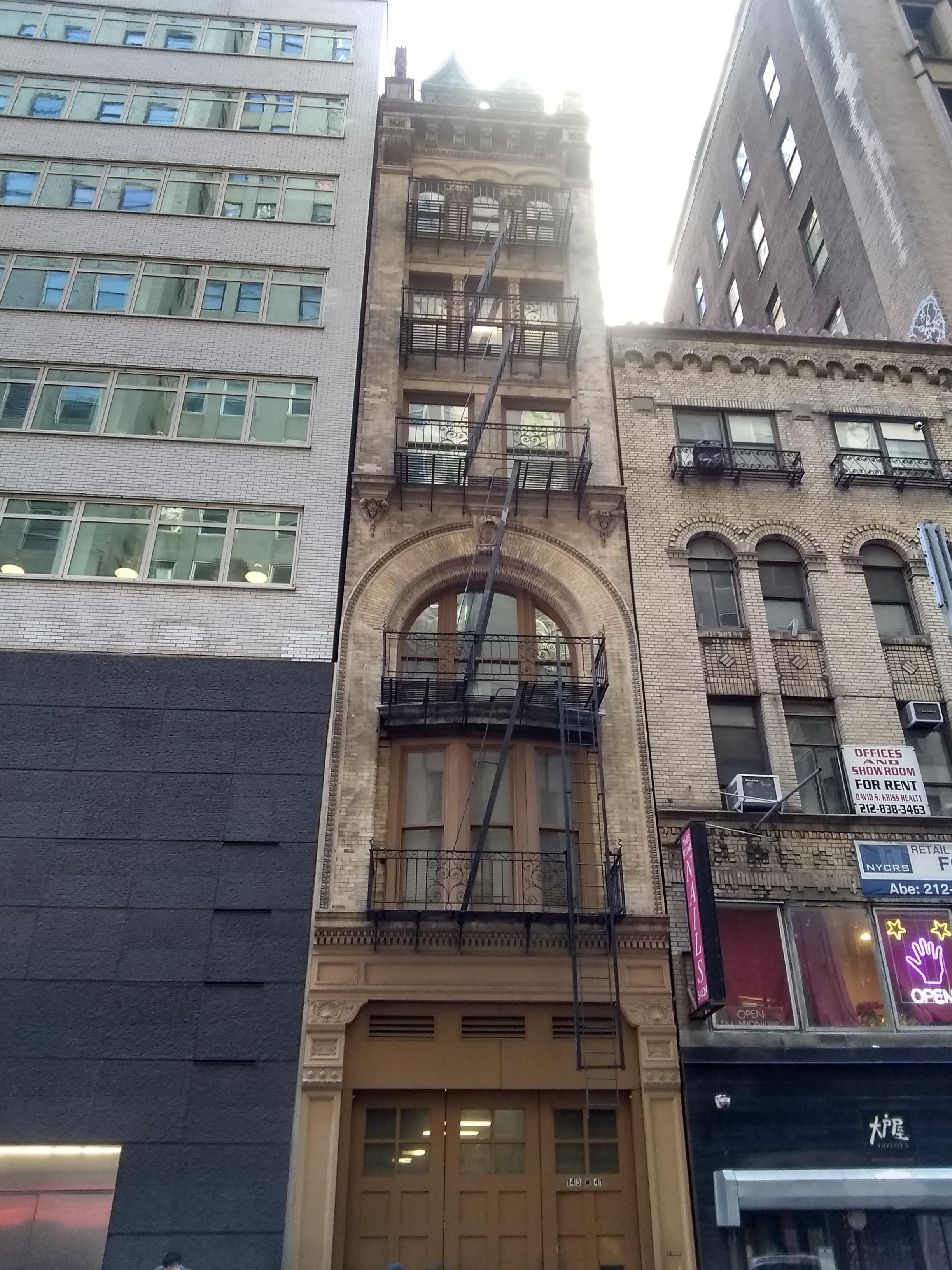
Der schmale neoromanische Flügel an der 41st Street